# Out in the Dark
Out in the Dark (Hebreeuws: עלטה) is een Israëlische dramafilm uit 2012, die op het Internationaal filmfestival van Toronto in september 2012 in première ging en in oktober 2012 in Israël op het Internationaal filmfestival van Haifa. Het betreft het regiedebuut van Michael Mayer.
Het 96 minuten lange drama vertelt het verloop van een homoseksuele verhouding tussen de advocaat Roy en de student Nimr, die elk aan een kant van het Palestijns-Israëlisch conflict staan.

## Verhaal
Nimr (Nicholas Jacob) is een ambitieuze Palestijnse student die in Ramallah op de Westelijke Jordaanoever woont en droomt van een beurs in het buitenland. In een homobar in Tel Aviv leert hij, tijdens een van zijn clandestiene bezoeken aan Israël, de knappe Israëlische advocaat Roy (Michael Aloni) kennen. Na enige twijfel bij Nimr worden de twee verliefd op elkaar. Als Nimr de mogelijkheid krijgt een seminar aan de universiteit van Tel Aviv bij te wonen en een Israëlische inreisvergunning krijgt, kunnen Nimr en Roy elkaar vaker ontmoeten en hun relatie verdiepen.
Nimr woont met zijn moeder, zijn zus en zijn oudere broer die zichzelf als het hoofd van de familie ziet. In zijn Palestijnse thuisland houdt Nimr zijn seksuele geaardheid uit angst voor geweld en afwijzing strikt geheim. Op een dag wordt Mustafa, een Palestijnse vriend van Nimr die ook homoseksueel is en illegaal in Tel Aviv verblijft, door de Israëlische geheime dienst opgepakt en met geweld teruggebracht naar de Westelijke Jordaanoever. Daar wordt Nimr ongewild getuige van de moord op Mustafa door een groep Palestijnse militanten, waartoe ook de broer van Nimr behoort. De jonge student is wanhopig en hij is zich er terdege van bewust dat hem hetzelfde lot wacht als zijn seksuele geaardheid bekend wordt. Kort daarna wordt Nimr door leden van de Israëlische inlichtingendienst benaderd, die hem willen gebruiken als informant. Om pressie uit te oefenen dreigen ze zijn inreisvergunning in te trekken en hem voor zijn familie te outen als hij niet met hen samen zou willen werken. Nimr ziet dat hij tussen twee fronten opgesloten zit: zonder inreisvergunning kan hij Roy niet meer zien en is hij niet in staat zijn studie in Tel Aviv voort te zetten en tegelijkertijd voelt hij zich loyaal aan zijn familie.
Alle moeilijkheden en problemen ten spijt vechten Nimr en Roy voor hun relatie.

## Onderscheidingen
Out in the Dark wist een groot aantal onderscheidingen en hoge waarderingen in de wacht te slepen.